# サン・ニコーラ・アルチェッラ
サン・ニコーラ・アルチェッラ（イタリア語: San Nicola Arcella）は、イタリア共和国カラブリア州コゼンツァ県にある、人口約2,000人の基礎自治体（コムーネ）。

## 地理

### 位置・広がり

#### 隣接コムーネ
隣接するコムーネは以下の通り。
- プラーイア・ア・マーレ
- サンタ・ドメーニカ・タラオ
- スカレーア

## 行政

### 分離集落
サン・ニコーラ・アルチェッラには、以下の分離集落（フラツィオーネ）がある。
- Atrigna, Dino, Gioffa, Profondiero, Saracena, Vannefora